# Jürgen Krust
Jürgen Krust (* 15. August 1943) ist ein ehemaliger deutscher Fußballtrainer.

## Karriere
Krust trainierte im Zeitraum von 1985 bis 2005 zunächst drei Duisburger Vereine. Er begann beim KBC Duisburg, deren Frauenfußball-Abteilung er 1985 zur Deutschen Meisterschaft führte und ins Finale um den Vereinspokal, das jedoch erst im Elfmeterschießen mit 4:3 zugunsten des FSV Frankfurt entschieden wurde. Drei Jahre später führte er den Verein erneut ins Finale um die Deutsche Meisterschaft, das abermals erst im Elfmeterschießen mit 5:4 zugunsten der SSG 09 Bergisch Gladbach entschieden wurde. 
Von 1997 bis 2001 war er für den FCR Duisburg 55 tätig, deren Frauenteam er zweimal ins Pokalfinale führte und beim ersten Mal, 1998, den Sieg über den FSV Frankfurt mit 6:2 deutlich davontrug. Gegen den 1. FFC Frankfurt hingegen unterlag seine Mannschaft 1999 mit 0:1. Am Saisonende 1999/2000 führte er die Mannschaft mit 15 Punkten Vorsprung (!) auf Vorjahresmeister 1. FFC Frankfurt erneut zur Meisterschaft.
Von 2001 bis 2005 war er für den FCR 2001 Duisburg tätig, deren Frauenteam sich aus dem Vorgängerverein am 8. Juni 2001 verselbständigte und nunmehr diesem Namen annahm. Mit dem FCR 2001 Duisburg erreichte er 2003 das Pokalfinale, das jedoch – und unglücklicherweise durch das Eigentor von Martina Voss in der 89. Minute – vom 1. FFC Frankfurt gewonnen wurde. Sein letztes Punktspiel, das er von der Linie aus verfolgte, bestritt seine Mannschaft am 23. Mai 2005 und wurde mit 5:0 beim Hamburger SV gewonnen. In den insgesamt 88 Bundesligaspielen errang seine Mannschaft unter seiner Regie 57 Siege, acht Unentschieden und 23 Niederlagen.
Anschließend, von Juli 2005 bis Juni 2006, trainierte er die Männermannschaft des seinerzeitigen niederrheinischen Verbandsligisten SV Straelen. Verbandsmeisterschaft und Aufstieg in die Oberliga Nordrhein war sein letzter Erfolg als Trainer.
Seine letzte Trainerstation war die Frauenmannschaft der SG Wattenscheid 09, die er in der Saison 2008/09 in der Gruppe Süd der seinerzeit zweigleisigen Bundesliga betreute; mit Jennifer Ninaus stellte sein Verein auch die Torschützenkönigin der 2. Bundesliga.

## Erfolge
KBC Duisburg
- Deutscher Meister 1985, Finalist 1998
- DFB-Pokal-Finalist 1985

FCR Duisburg 55
- Deutscher Meister 2000
- DFB-Pokal-Sieger 1998, -Finalist 1999

FCR 2001 Duisburg
- Zweiter Deutsche Meisterschaft 2005
- DFB-Pokal-Finalist 2003

SV Straelen
- Meister Verbandsliga Niederrhein 2006 und Aufstieg in die Oberliga Nordrhein